# Contea di Jingxing
La contea di Jingxing (井陉县S, Jǐngxíng XiànP) è una contea della Cina, situata nella provincia di Hebei e amministrata dalla prefettura di Shijiazhuang.